# Tarpon Springs
Tarpon Springs – miasto w Stanach Zjednoczonych, w stanie Floryda, w hrabstwie Pinellas.

## Demografia
Liczy 23 484 mieszkańców, według spisu z 2010 roku. Tarpon Springs ma najwyższy procent greckich Amerykanów wśród wszystkich miast w całych Stanach. W roku 2023 liczba mieszkańców wzrosła do 25 872 osób, a gęstość zaludnienia przekroczyła 590 osób/km².

## Historia
Region został zasiedlony przez białych i czarnych rolników i rybaków około 1876 roku. Niektórzy z nowo przybyłych gości zauważyli tarpony (nazwa ryby) wyskakujące z wody i tak nazwano miejscowość Tarpon Springs (Spring – skakać). W tym samym dziesięcioleciu, John Cheyney założył pierwszy lokalny biznes połowów i przetwórstwa gąbki. Przemysł „gąbkowy” rósł, przybywali nowi imigranci. W 1905 roku, John Cocoris wprowadził technikę nurkowania w celu wyławiania gąbek do Tarpon Springs i zatrudnił nurków i członków załogi z Grecji. Przemysł gąbkowy szybko stał się jednym z głównych sektorów gospodarki morskiej na Florydzie i najważniejszym biznesem w Tarpon Springs, generując miliony dolarów rocznie. Aktualnie przemysł ten nie jest tak duży, zwiedzający mogą zobaczyć rybaków, statki przywożące gąbki, i gąbki w każdym przydrożnym sklepiku. Centrum miasta posiada elementy architektury greckiej, greckie restauracje i eksponaty muzealne a ulica portowa wraz ze straganami z gąbkami tworzy niezapomniany klimat tego miejsca.